# Le Pouliguen
Le Pouliguen (bret. Ar Poulgwenn) – miejscowość i gmina we Francji, w regionie Kraj Loary, w departamencie Loara Atlantycka.
Według danych na rok 2010 gminę zamieszkiwało 4979 osób, a gęstość zaludnienia wynosiła 1134 osoby/km².